# Амдерма
А́мдерма — посёлок (в 1936—2015 годах — рабочий посёлок) в Заполярном районе Ненецкого автономного округа. Образует административно-территориальную единицу (посёлок) и сельское поселение посёлок Амдерма.
Находится в пограничной зоне.

## Этимология
Название посёлка в переводе с ненецкого означает «лежбище моржей».

## География
Посёлок Амдерма расположен на побережье Карского моря, к востоку от пролива Югорский Шар на Югорском полуострове. Расстояние до окружного центра — города Нарьян-Мара — составляет 420 км. Ближайшая железнодорожная станция находится в 270 км в городе Воркута.
Посёлок располагается за Северным полярным кругом в европейской части России. Полярный день длится с 20 мая по 30 июля, полярная ночь — с 27 ноября по 16 января. Недалеко от посёлка протекает река Амдерма.

## Климат
Климат субарктический (ET по Кёппену), зима немного смягчается Карским морем, в то же время возможны морозы ниже −40 °C, нередко посёлок достигают атлантические воздушные массы, которые приносят в зимнее время оттепели. Лето прохладное, жара случается редко, зима длится в среднем с конца сентября — начала октября до начала — середины мая.
| Показатель                    | Янв.  | Фев.  | Март  | Апр.  | Май  | Июнь | Июль | Авг. | Сен. | Окт.  | Нояб. | Дек.  | Год   |
| ----------------------------- | ----- | ----- | ----- | ----- | ---- | ---- | ---- | ---- | ---- | ----- | ----- | ----- | ----- |
| Абсолютный максимум, °C       | 1,6   | 1,5   | 3,5   | 7,6   | 20,3 | 28,0 | 31,8 | 28,8 | 21,4 | 11,7  | 4,3   | 4,9   | 31,8  |
| Средний суточный максимум, °C | −13,8 | −14,3 | −10,6 | −6,3  | −1   | 6,3  | 11,9 | 10,6 | 6,9  | 0,3   | −6,3  | −10   | −2,2  |
| Средняя температура, °C       | −17,3 | −17,7 | −14,1 | −9,7  | −3,6 | 3,0  | 8,0  | 7,7  | 4,5  | −1,9  | −9,2  | −13,4 | −5,3  |
| Средний суточный минимум, °C  | −21,1 | −21,3 | −17,5 | −13,1 | −6   | 0,5  | 4,7  | 5,3  | 2,2  | −4,4  | −12,5 | −17   | −8,4  |
| Абсолютный минимум, °C        | −42,4 | −44,6 | −43,1 | −33,9 | −26  | −9,5 | −4,4 | −3,3 | −9,7 | −27,7 | −34,9 | −39,7 | −44,6 |
| Норма осадков, мм             | 29    | 21    | 21    | 22    | 27   | 39   | 49   | 47   | 46   | 50    | 36    | 30    | 417   |
| Источник:                     |       |       |       |       |      |      |      |      |      |       |       |       |       |

## История
Посёлок был основан в июле 1933 года в связи с началом строительства рудника по добыче плавикового шпата (флюорита), месторождение которого было открыто в 1932 году геолого-поисковой партией П. А. Шрубко. Организатором строительства посёлка и рудника по добыче плавикового шпата являлся горный инженер Е. С. Ливанов. В сентябре 1933 года месторождение начали осваивать и вести добычу заключённые Вайгачской экспедиции ОГПУ. Добыча флюорита (сырья для металлургии, оптики, керамической промышленности) на амдерминском руднике позволила СССР отказаться от импортных закупок.
В 1936 году посёлку был присвоен статус рабочего посёлка. После окончания Великой Отечественной войны, когда были разведаны другие месторождения плавикового шпата, более выгодные по добыче, амдерминский рудник был закрыт. Однако посёлок продолжил развиваться как база по освоению Арктики. С 1940 по 1959 годы существовал Амдерминский район.
На аэродроме, расположенном рядом с посёлком, с 28 августа 1956 года базировался 72-й гвардейский Полоцкий ордена Суворова III степени истребительный авиационный полк, выполнявший задачи противовоздушной обороны, который организационно входил в 4-ю дивизию ПВО 10-й Архангельской отдельной армии ПВО. Полк выведен с территории посёлка 25 октября 1993 года в Савватию (Котлас Архангельской области).
В 1969 году в посёлке проживало 2900 человек. Максимальное число жителей проживало в посёлке в 1980-е годы: согласно переписи 1989 года, численность населения посёлка составляла 5100 жителей.
В 1976 году было налажено водоснабжение поселка из озера Тоинда. В 1980-е годы добыча флюорита была возобновлена, но ненадолго. В 1990-е годы рассматривалась перспектива добычи щебня, которая не была реализована по причине нерентабельности.
В 1995 году была закрыта комплексная мерзлотная лаборатория, в 1998 году — контора «Торгмортранс».
Население Амдермы резко сократилось в 1990-е годы в связи с отъездом жителей. В 1998 году было зарегистрировано 1900 жителей. А по переписи 2002 года в посёлке оставалось всего 650 человек. В 2011 году проживало 556 чел.
В декабре 2004 года, в связи с возможностью жителям посёлка иметь льготы, положенные сельским жителям, Амдерма была отнесена к сельским населённым пунктам (посёлкам), а в рамках муниципального устройства она была наделена статусом сельского поселения. Административным центром и единственным населённым пунктом в составе муниципального образования является посёлок Амдерма..
В феврале 2024 года аэропорт был закрыт из-за нехватки финансовых средств.
В перспективе Амдерма рассматривается как база для освоения нефтегазоносных месторождений северной части Тимано-Печорской нефтегазоносной провинции.

## Население
| 1959 | 1970  | 1979  | 1989  | 2002 | 2009 | 2010 | 2011 | 2012 |
| ---- | ----- | ----- | ----- | ---- | ---- | ---- | ---- | ---- |
| 3598 | ↗4516 | ↘4221 | ↗5495 | ↘647 | ↘572 | ↘541 | ↗556 | ↘547 |
| 2013 | 2014  | 2015  | 2016  | 2017 | 2018 | 2019 | 2020 | 2021 |
| ↗552 | ↗555  | ↗562  | ↘548  | ↗577 | ↘572 | →572 | ↘542 | ↘451 |
| 2023 |       |       |       |      |      |      |      |      |
| ↘444 |       |       |       |      |      |      |      |      |

## Инфраструктура

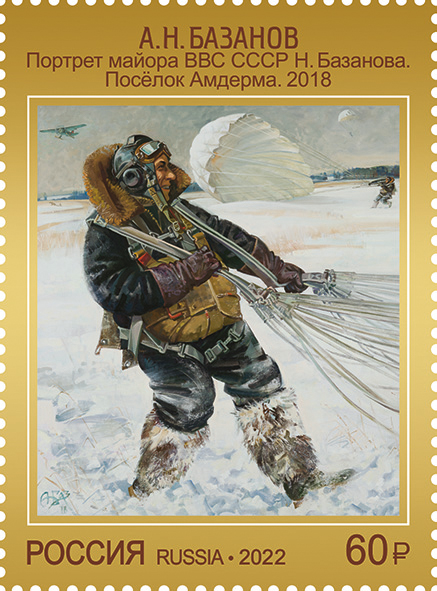
Почтовая марка 2022 г. А. Н. Базанов «Портрет майора ВВС СССР Н. Базанова. Посёлок Амдерма» (2018)

Жилой фонд посёлка в основном составляют двухэтажные и трёхэтажные деревянные и кирпичные дома, построенные в 1960-е — 1970-е гг. Здания обеспечены центральным теплоснабжением, холодным и горячим водоснабжением, канализацией. Водоснабжение осуществляется из озера Тоин-То, расположенного к югу от посёлка. Коммунальные услуги населению оказывает МУП «Амдермасервис». В посёлке имеются котельная, работающая на жидком топливе, аварийная дизельная электростанция. В ноябре 2016 года были завершены строительно-монтажные работы на ветропарке, состоящем из 4 ветроэнергетических установок с 7-метровыми лопастями, суммарной мощностью 200 кВт. Они должны были работать в одной системе с 3 дизельными генераторами общей мощностью 460 кВт (100, 160 и 200 кВт), но при проведении комплексных испытаний ветро-дизельной электростанции подрядчик и разработчик не смогли синхронизировать работу ветро- и дизель-генератора.

### Уличная сеть
- улица Дубровина (названа в честь Дубровина Василия Матвеевича[33] - советского военного летчика)
- улица Ленина (названа в честь Владимира Ильича Ленина — российского революционера, советского политического и государственного деятеля)
- улица Полярная
- улица Ревуцкого (названа в честь Ревуцкого Виктора Константиновича[34] - советского военного летчика)
- улица Строительная
- улица Центральная
- улица Южная

### Интернет
п. Амдерма является звеном в строящейся трансарктической коммуникационной сети ПВОЛС «Полярный экспресс». В 2022 году на ее территории была построена береговая станция связи и заведен подводный волоконно-оптический кабель, соединивший Амдерму с Мурманской областью. По состоянию на начало июня 2024 года проводятся работы по тестовому подключению абонентов в п. Амдерма. В рамках тестирования в первую очередь будет произведено подключение объектов социальной инфраструктуры и органов государственной власти.

## Транспорт
Имеется аэропорт, принимающий два раза в месяц рейсы из Нарьян-Мара на самолёте Ан-2 или вертолёте Ми-8 ОАО «Нарьян-Марский объединённый авиаотряд».
В летнюю навигацию есть возможность добраться до морского порта Амдермы на судне «Михаил Сомов». Зимой ходят вездеходы из Воркуты.

## Экономика
В посёлке есть морской порт и аэропорт, а также коммунальное предприятие МУП «Амдермасервис».
В районе Амдермы находятся крупнейшие в России запасы исландского шпата с запасами 3 000 000 тонн.

## Уроженцы
См. категорию Родившиеся в Амдерме.

## Достопримечательности

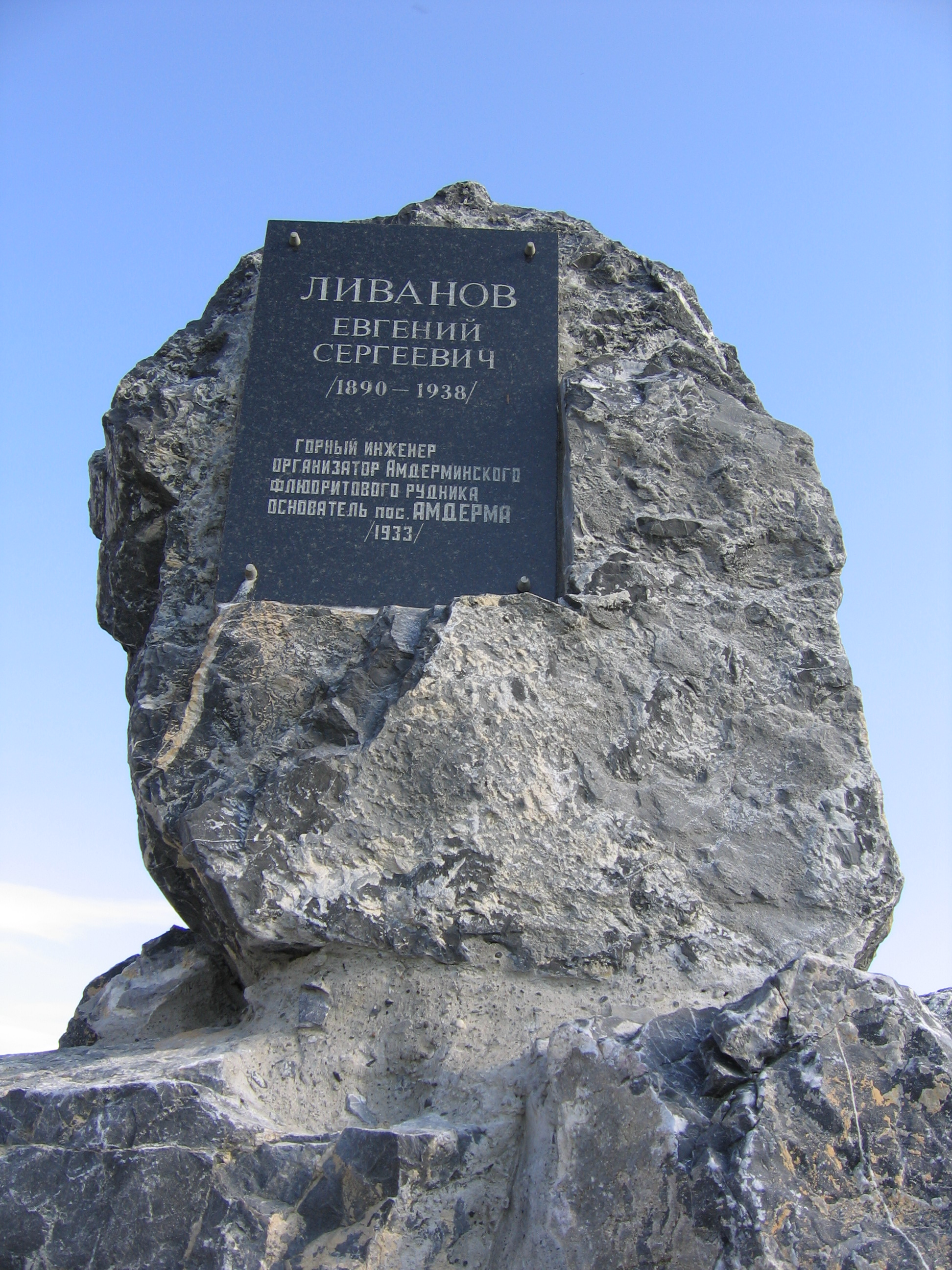
Памятник Евгению Ливанову

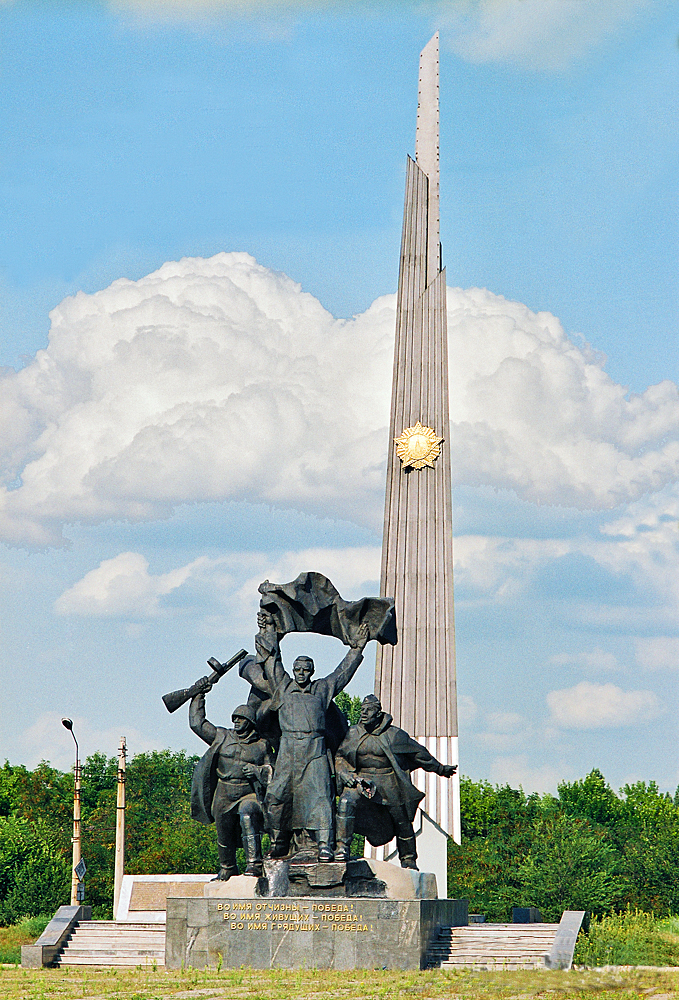
Памятник героям Великой Отечественной войны

В июле 2012 года на полуострове Югорский в районе полярной станции «Югорский Шар» в 40 км от Амдермы силами энтузиастов при поддержке компании «Арктиктур» и компании «Paxus» был восстановлен географический знак «Европа-Азия».
В центре посёлка установлен памятный комплекс воинам-землякам, погибшим во время Великой Отечественной войны, открытый в 1975 году. В памятный комплекс входит пушка А-19 времён войны. Рядом с комплексом установлен памятник основателю Амдермы Е. С. Ливанову.
В честь базировавшийся здесь авиационной части 5 мая 1995 года возле Дома офицеров установлен на постамент самолёт МиГ-17, взамен вывезенного в Норвегию в 1993 году самолёта-памятника МиГ-15УТИ. На постаменте памятника табличка «Лётчикам советских Вооруженных сил, разгромивших фашизм и обеспечивших мир и неприкосновенность воздушных границ севера».
За самолётом-памятником установлена стела, посвящённая запуску первого искусственного спутника Земли.